# Couini
Couini – plemię ptaków z podrodziny kukali (Centropodinae) w rodzinie kukułkowatych (Cuculidae).

## Występowanie
Plemię obejmuje gatunki występujące w Azji Południowo-Wschodniej i na Madagaskarze.

## Systematyka
Do plemienia należą dwa rodzaje:
- Coua
- Carpococcyx